# Efecto Westermarck
El efecto Westermarck, o impronta sexual inversa, es un efecto psicológico a través del cual las personas que viven cerca durante los primeros años de sus vidas se vuelven insensibles a la atracción sexual entre sí. Este fenómeno, evolutivamente útil para evitar la endogamia, es una explicación al tabú del incesto y fue señalado por primera vez por el filósofo y sociólogo finés  Edvard Westermarck (20 de noviembre de 1862 – 3 de septiembre de 1939) en su libro La historia del matrimonio humano, de 1891.
Michelle Scalise Sugiyama (2001) menciona que:

La posición de Westermarck tiene fuerte apoyo de los datos tanto etológicos como etnográficos. El contacto cercano con los parientes inmediatos en los primeros años de vida es crucial para la activación de mecanismos de evitación del incesto en una amplia variedad de animales, desde los campañoles de la pradera a los babuinos y a los chimpancés.

Pero sin duda la evidencia más convincente es un cuerpo de datos recogidos por investigadores independientes desde 3 poblaciones humanas culturalmente distintas. Estos datos indican abrumadoramente que la gente no desarrolla deseos sexuales hacia los familiares de su infancia. El primero de estos estudios fue conducido por Yonina Talmon, quien encontró que, de 125 parejas que habían crecido en kibutzim israelíes, en ningún caso ambos habían sido criados desde el nacimiento en la misma casa o grupo de pares. Tampoco ella encontró ningún affair amoroso entre miembros del mismo grupo (sabras). Los siguientes estudios de kibutzim arrojaron resultados similares: ningún matrimonio y muy pocas relaciones sexuales extramaritales entre sabras (Parker). El más ambicioso de estos estudios posteriores fue conducido por Joseph Shepher, quien examinó los registros de matrimonio de más de 2.769 individuos criados en kibutz. Su investigación reveló un patrón interesante: no encontró ningún matrimonio entre personas que hubiesen sido miembros del mismo kibutz durante la niñez temprana (0 a 6 años de edad), solo 8 matrimonios entre personas que habían sido miembros del mismo kibutz durante la niñez tardía (6 a 12 años de edad), y solo 9 matrimonios entre personas que habían estado en el mismo kibutz durante la mayor parte de su adolescencia (12 a 18 años de edad). La investigación de Shepher indica que los mecanismos que inhiben el deseo sexual entre familiares tienen su periodo más sensible entre el nacimiento y los 6 años de edad. Pero Shepher no solo indagó los registros de matrimonios. También investigó las preferencias sexuales premaritales de adolescentes criados en kibutzim: los jóvenes señalaban que casarse con una persona de la misma casa de uno sería como casarse con su hermano o hermana. Reveladoramente, Shepher encontró solo un caso de actividad heterosexual entre adolescentes que habían sido miembros del mismo kibutz, y en este caso el varón no había entrado al kibutz hasta que él tuvo 10 años de edad. Estos hallazgos son especialmente relevantes dada la política de apertura de los kibutzim sobre asuntos sexuales y dado el aliento que daban los padres al matrimonio entre sabras (Shepher). 
Otro “experimento natural” que apoya la hipótesis de Westermarck fue reportado por Arthur Wolf, quien, junto a su colega Chieh-shan Huang, estudió matrimonios simpua en Taiwán. En el matrimonio simpua, una pareja es prometida en la infancia, y la destinada-a-ser-novia es criada en la casa de su futuro marido. Wolf y Huang encontraron que las parejas simpua frecuentemente sienten aversión hacia consumar su unión, y que las tasas de infidelidad y divorcio son más altas entre parejas simpua que entre otras parejas. Además encontraron que la tasa de nacimientos era cerca de 30% menos para las parejas simpua que para otras parejas (presumiblemente debido a una menor frecuencia de relaciones sexuales).

Evidencia adicional de que la familiaridad en la infancia produce apatía o aversión sexual viene de la práctica libanesa de casar al hijo de un hermano con la hija del otro. Puesto que los hermanos tienden a vivir cerca, sus hijos crecen en contacto continuo entre sí. Justine McCabe encontró que estos matrimonios produjeron 23% menos hijos y tuvieron una probabilidad 4 veces mayor de terminar en divorcio que los matrimonios entre personas no relacionadas. Además, los matrimonios entre primos que no fueron criados cerca entre sí mostraron un perfil similar al de los matrimonios entre personas no relacionadas, lo que indica que la familiaridad en la infancia y no el grado de parentesco fue la causa del deseo sexual disminuido entre primos que crecieron juntos.
Scalise Sugiyama, Michelle (2001). New science, old myth. An evolutionary critique of the Oedipal paradigm. Mosaic, 34, 1: 121-136

## Diferentes teorías
Sigmund Freud argumentó que es natural que haya atracción sexual entre miembros de una misma familia criados juntos desde niños (ver: Complejo de Edipo), por lo que es necesario que las sociedades creen el tabú del incesto, pero Westermarck argumentó lo contrario: que los propios tabúes surgen naturalmente como producto de actitudes innatas.
Steven Pinker escribió:

La idea de que los niños quieren dormir con sus madres le parece a la mayoría de los hombres la cosa más tonta que han oído. Obviamente, no le pareció así a Freud, quien escribió que cuando era niño una vez tuvo una reacción erótica al ver a su madre vistiéndose. Pero Freud tenía una nodriza, y puede no haber experimentado la intimidad temprana que habría alertado a su sistema de percepción que la señora Freud era su madre. La teoría Westermarck ha "superado" al mismo Freud.
Steven Pinker, Cómo trabaja la mente, 1997